# Origes
Genre
Origes est un genre d'araignées aranéomorphes de la famille des Sparassidae.

## Distribution
Les espèces de ce genre se rencontrent en Équateur, au Pérou et en Argentine.

## Liste des espèces
Selon World Spider Catalog (version 17.5, 21/01/2017) :
- Origes chloroticus Mello-Leitão, 1945
- Origes nigrovittatus (Keyserling, 1880)
- Origes pollens Simon, 1897

## Publication originale
- Simon, 1897 : Histoire naturelle des araignées. Paris, vol. 2, p. 1-192 (texte intégral).